# Картотека
Картотека је скуп документа сложен по одређеном систему обично у металном орману. Структура картотеке је двострани дебљи папир са избочином (видети слику) налик картону у који се остављају, чувају и архивирају документа као на пример у фирми - једна картотека за уговоре, друга за фактуре и сл. Оне су претходно означене шта која треба да садржи од документата. Сматра се да је овај систем измислио Карл фон Лине 1760.